# Hemiphileurus scutellatus
Hemiphileurus scutellatus är en skalbaggsart som beskrevs av Henry Fuller Howden och Endrodi 1978. Hemiphileurus scutellatus ingår i släktet Hemiphileurus och familjen Dynastidae. Inga underarter finns listade i Catalogue of Life.